# 폭력
폭력(暴力)은 신체적인 손상을 가져오고, 정신적·심리적인 압박을 가하는 물리적인 강제력을 말한다.

## 철학

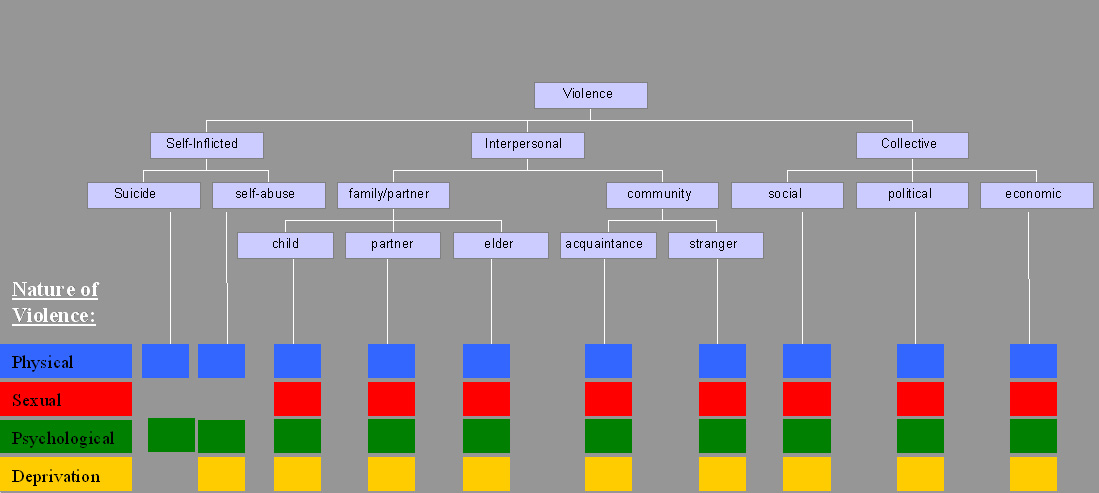
폭력의 유형

### 침략적 폭력과 방어적 폭력
모리스 메를로퐁티(프랑스어: Maurice Merleau-Ponty, 1908 - 1961, 프랑스의 철학자)는 그의 저서 《휴머니즘과 폭력》에서 정치와 폭력의 문제를 성찰하였다. 그는 폭력을 인간의 불가피한 현상, 즉 실존적 문제로 보았다. 메를로퐁티에 따르면 인간은 "폭력 없는 순수"와 "폭력적 행위" 가운데 하나를 선택하는 것이 아니라 이미 존재하고 있는 여러 종류의 폭력 가운데 하나를 선택할 뿐이다. 메를로퐁티는 물리적으로 강제되는 폭력 뿐 아니라 대화와 설득을 통해 다른 사람을 자신의 의지에 따르게 하는 것까지 폭력으로 보았다. 그의 관점에서 보면 폭력과 무관한 체하는 자유주의자들 보다는 혁명의 도구로서 폭력을 주장하는 마르크스주의자들이 솔직한 것이다. 그는 스탈린의 숙청이 정치적 반대파를 제거하는 혁명의 후퇴였음을 인정하면서도, 제2차 세계 대전 이후의 소련의 상황과 관련하여 그것이 방어적 폭력이었다고 한 발 물러선다. 그러나 한국 전쟁이 발발하자 메를로퐁티는 이를 침략적 폭력으로 규정하고 스탈린주의와 완전히 결별한다.

### 폭력과 성스러움
르네 지라르(프랑스어: René Girard, 1923년 ~ 2015년 , 프랑스의 철학자)는 그의 저서 《폭력과 성스러움》에서 폭력의 원인으로서 인간의 욕망에 주목하였다. 그는 폭력이 타인에 대한 모방 욕망에서 비롯되었다고 분석했다. 지라르에 따르면 이러한 모방 욕망은 내재적으로 발생하는 것이 아니라 이상적인 것에 대한 동경으로서 받아들여지는 것이다. 지라르는 욕망은 결국 낭만주의가 생각하는 것처럼 자발적 욕망이 아니라 타인에 의한 비자발적 욕망이며, 이러한 욕망으로 인해 사람들은 다른 사람을 질시하고 욕망을 달성하려는 "짝패"와의 경쟁에서 우위를 점하기 위한 폭력을 행사하게 한다고 보았다. 그는 헤겔의 〈주인과 노예의 변증법〉에서와 같이 욕망과 폭력의 순환이 일어난다고 보았다. 지라르는 인류가 "짝패"와의 갈등을 회피하고 공동의 질서를 해결하기 위해 무고한 희생양에게 폭력을 행사하여 폭력의 악순환을 해결하여 왔다고 주장한다. 희생양에 대한 이러한 폭력은 욕망의 경쟁에서 일어나는 원초적인 폭력과 구분되어야 했으므로 이를 "성스러운 것"으로 치켜세웠다는 것이 그의 주장이다. 그는 종교, 문학과 같은 것 역시 이러한 희생양의 제의의 한 종류라 보았다. 욕망에 대한 지라르의 이러한 주장은 데리다, 들뢰르, 가타리 등으로 대표되는 포스트모더니즘 철학과 상반되는 입장이다. 한편, 그의 이러한 주장에 대해서는 기독교적인 문화를 인류 전체로 무리하게 일반화시켰다는 비판을 받기도 한다.

## 사회학

### 가정 폭력
가정 폭력에 대한 개념은 아직 정확히 규정된 상태가 아니나 가족 구성원 간의 학대와 폭력을 폭넓게 가리키는 용어로 사용된다. 여기에는 배우자 학대, 자녀 학대, 무모 학대, 형제 간 학대 등이 포함될 수 있다. 대한민국의 가정 폭력 범죄의 처벌 등에 관한 특례법에서는 가정 폭력의 유형으로 신체적, 정신적 또는 재산상 피해를 주는 행위로 규정하고 있다. 이에 덧붙여 성학대나 방임, 유기 등도 가정 폭력의 유형에 포함될 수 있다.
1980년 영국에서 조사한 기록에 따르면 살인 사건의 4건 당 1건이 가족 구성원에 의해 일어난 사건일 정도로 가정 폭력은 심각한 수준이다. 조사에서는 아내가 가해자인 경우가 5% 정도로 남편이 가해자의 대부분을 차지한다. 1983년 제임스 네질이 가정 폭력의 실태를 조사하기 위해 96쌍의 동거 커플을 조사한 결과 남자가 휘두른 폭력이 피해의 정도도 크고 치유 기간도 긴 것으로 나타났다. 가정 폭력의 원인으로는 사적인 친밀도가 높은 상태에서 감정적인 마찰이 일어나기 쉽고 현실적으로 가정 폭력을 용인하는 사회적 풍토가 남아 있어 남편의 매질을 가혹 행위로 보는 것이 아니라 "여자의 말과 히코리 나무는 세게 칠수록 나긋나긋해지는 법이다" 같은 오래된 속담이 여전히 통용되고 있기 때문이다. 게다가 직장과 같은 사회생활에서와는 달리 가족의 경우 당사자들이 치고받는 일을 상황에 따라 합법적인 것으로 인정한다는 문제가 있다.
신체적, 정신적 가정 폭력을 당하면 정신에 문제가 생겨서 범죄자가 될 확률이 높아진다.

### 성폭력
상대방의 의사에 반해 성적인 강요를 행하는 폭력을 성폭력이라 한다. 성폭력의 유형에는 신체의 일부를 쳐다보기, 외설적인 글이나 그림을 보게 하기, 외모나 옷차림을 성적으로 표현하기, 음담패설하기, 신체의 일부를 밀착하여 접촉하기, 껴안거나 키스하기, 성교를 강요하기 등의 행위가 있다. 성폭력의 유발 요인으로는 성폭력에 대해 허용적인 태도, 폭력에 익숙하게 학습되어 있는 상황, 성차별적인 태도, 심리적 불안감과 같은 개인의 성격 등이 보고되고 있다.

### 린치
린치(lynch)는 개인 또는 소수자에게 가해지는 집단적인 폭력으로, 법적인 절차를 거치지 않고 행해지는 처벌이다. 미국의 경우 흑인과 같은 소수자에 대한 린치는 여전히 사회적인 문제가 되고 있다.

### 데이트 폭력
데이트 폭력이란 사랑의 감정을 가지고 만나는 연인관계에서 발생하는 언어적·육체적·정신적·성적 폭력을 뜻한다.  욕설이나 폭언으로 상대방을 심리적으로 위협하는 것, 머리채를 잡는 것, 뺨을 때리는 것, 성관계를 강요하는 것, 심지어 감금하는 것 등 일체의 모든 행위가 데이트 폭력에 해당된다.

## 정치학
정치학에서는 세력이나 국가 간에 행해지는 무력에 의한 강제 등을 폭력으로 본다.

### 국제 정치의 폭력과 평화
요한 갈퉁(노르웨이어: Johan Galtung, 1930년~, 노르웨이의 평화학자)는 폭력을 특정한 인간이나 세력이 다른 사람의 현실을 저해하는 직접적 폭력과 사회의 구조, 지역 간의 관계 등으로 인해 의도하지 않게 일어나는 간접적 폭력으로 구분하였다.

##### 직접적 폭력, 간접적 폭력
갈퉁에 따르면 직접적 폭력이 인위적인 폭력이라면, 간접적인 폭력은 구조적 폭력이라 할 수 있다. 구조적 폭력은 자원의 배분에 대한 결정권의 불평등 또는 사회적 부정을 말하며 갈퉁은 이러한 구조적 폭력의 원인으로 억압과 착취를 꼽았다.

#### 폭력의 해소방안
갈퉁은 1996년 출간한 그의 저서 《평화적 수단에 의한 평화》에서 직접적 폭력을 감소 시키는 소극적 평화와 함께 갈등을 비폭력적 방식으로 해결하는 적극적 평화를 통해 폭력을 해소하여야 한다고 주장하였다.

##### 폭력의 구분
그는 폭력을 인체에 내포되어 인간이 주체적으로 의도한 것이 아닌 자연적 폭력, 특정 사람이나 세력이 행위자로 개입하는 직접적 폭력, 사회 및 세계의 구조에 의해 비의도적으로 발생하는 구조적 폭력, 직접적 또는 간접적 폭력을 정당화하는 문화적 폭력, 지속 가능성을 약화시켜 다음 세대에게 해를 입히는 시간의 폭력으로 구분하였다. 특히 직접적 폭력, 간접적 폭력과 문화적 폭력이 삼각 구도를 형성하는 경우 폭력과 보복이 이어지는 폭력의 악순환이 반복된다고 보았다. 그는 폭력의 행사가 권력을 매개로 이루어진다는 점을 지적하며 정치, 경제, 군사, 문화적 차원에서 소극적 평화와 적극적 평화를 실현하기 위한 목표를 제시하였다.

### 전쟁
전쟁은 국가나 집단 간에 발생하는 군사 행위로 국제 정치에서 다루는 대표적인 폭력 사태의 하나이다. 국가의 정치 행위의 연장으로 전쟁을 바라보는 입장은 "평화는 전쟁을 위한 준비"라고 말한 아리스토텔레스까지 거슬러 올라가며, 전쟁을 "국가의 자기 의지 실현"으로 본 클라우제비츠나 혁명의 도구로 파악한 마르크스주의까지도 이러한 분류에 포함될 수 있다. 반면 요한 갈퉁과 같은 평화주의자들은 이러한 관점에 반대하며 전쟁을 일으키는 정치는 올바르지 않은 것으로 파악한다.
제1차 세계 대전, 제2차 세계 대전과 같은 현대의 전쟁은 광범위한 폭력과 파괴를 낳았다. 전쟁 중에는 학살과 같은 전쟁 범죄가 발생하기도 한다.

## 같이 보기
- 평화
- 비폭력주의
- 폭력 조직
- 공격성
- 아힘사
- 체벌
- 가정폭력
- 투쟁-도피 반응
- 위해원칙
- 사냥
- 무예
- 비폭력
- 평화주의
- 기생 (생물학)
- 포식
- 종교적 폭력
- 원망
- 전쟁